# Перехрестя м'ясника (фільм)
«Перехрестя м'ясника» (англ. Butcher's Crossing) — американський вестерн 2022 року, дебютний повнометражний фільм режисера Гейба Польські, знятий за мотивами роману Джона Едварда Вільямса 1960 року. У ролях: Ніколас Кейдж, Фред Хехінгер, Рейчел Келлер, Ксандер Берклі та Джеремі Бобб.

## Синопсис
Вигнаний з Ліги Плюща студент вирушає до дикої природи Колорадо, де приєднується до команди мисливців на бізонів у мандрівці, яка ставить під загрозу його життя та здоровий глузд.

## Акторський склад
| Актор          | Роль         |
| -------------- | ------------ |
| Ніколас Кейдж  | Міллер       |
| Фред Хехінгер  | Вілл Ендрюс  |
| Рейчел Келлер  | Френсін      |
| Ксандер Берклі | Чарлі Хоґ    |
| Джеремі Бобб   | Фред Шнайдер |
| Пол Рейсі      | Макдональд   |

## Виробництво
Основні зйомки розпочалися в Монтані в жовтні 2021 року.

## Випуск
Світова прем'єра відбулася на Міжнародному кінофестивалі в Торонто 9 вересня 2022 року. У кінотеатральний прокат у США вийшов 20 жовтня 2023 року.
Станом на 26 січня 2024 року фільм зібрав $15 648.